# Claude Michel Ernest de Neuchèze
Claude Michel Ernest de Neuchèze (Précy-sous-Thil, 16 giugno 1807 – Medole, 24 giugno 1859) è stato un militare francese.

## Biografia
Allievo dell'École militaire il 16 novembre 1825, nel 1827 entrò come sottotenente nel 5º reggimento di fanteria. Passò al 9º reggimento di fanteria nel 1830, facendo tutte le Campagne d'Africa fino al 1848. Nominato tenente nel 1831 e capitano nel 1838. Partecipò alla guerra di Crimea e all'assedio di Sebastopoli (1854-1855); per il suo valore venne insignito dell'onorificenza di Gran Ufficiale della Legion d'onore nel 1856. Rientrato in Francia, nel 1858 venne nominato tenente colonnello al comando dell'8º reggimento di fanteria francese e chiamato a fare parte della prima divisione del IV Corpo d'Armata in Italia del generale Adolphe Niel nel 1859.
Durante la battaglia di Solferino, vedendo il suo colonnello Waubert de Genlis colpito a morte, si mise alla testa del reggimento finché anch'egli non venne colpito da una fucilata al cuore.
Un monumento funebre nel cimitero di Medole ne ricorda le gesta.